# Повстання мале
Повстання мало (порт. Revolta dos Malês) — велике повстання рабів-мусульман, що відбулося 25 січня 1835 в бразильському місті Салвадорі (штат Баїя). Дане повстання стало найбільшим виступом рабів на всьому континенті, і викликало загальнонаціональний резонанс. Повсталих називали мале (malê), що з мови йоруба перекладається як мусульманин. Організаторами повстання були вільний житель Байї, торговець тютюном Елісбау ду Карму та раб Луїс (мусульманське ім'я Санім), які готувалися протягом року.
Раби, які страждали від тягарів рабства, а також від релігійної дискримінації, розробили план повстання і назвали його джихадом. У ніч проти 25 на 26 січня близько 300 рабів вийшло вулиці центрального району Віторія і попрямували до околиці Аква дос Менінос ('Aqua dos Meninos). Там вони планували з'єднатися з іншим угрупованням, захопити навколишні фазенди та підняти рабів на боротьбу. Повсталі вбили двох охоронців в'язниці та звільнили ув'язнених негрів. У районі Аква дос Менінос рабів оточили солдати і після кількох годин бою повсталі були розбиті. Близько 200 людей потрапило в полон, з них 4 лідери повстання були розстріляні.
Дане повстання стало найбільшим виступом рабів на всьому континенті, і викликало загальнонаціональний резонанс. Незважаючи на придушення повстання та жорстоке покарання його учасників, уряд збільшив свою увагу і скоригував політику по відношенню до бразильських мусульман.